# Provinz Tamanrasset
Tamanrasset oder Tamanghasset (arabisch ولاية تمنراست, DMG Wilāyat Tamanrāsat) ist eine Provinz (wilaya) im südlichen Algerien. Hauptstadt der Provinz ist die gleichnamige Stadt Tamanrasset.
Die Provinz, flächenmäßig die größte in Algerien, liegt in der Sahara. Teile der Provinz werden vom Ahaggar-Gebirge eingenommen. Im Südosten der Provinz liegen ausgedehnte Dünengebiete, die im Flachland des Tschadbeckens liegen. Im Südosten grenzt die Provinz an Niger, ansonsten an sechs andere Provinzen: In Guezzam im Süden, Bordj Badji Mokhtar und Adrar im Westen, In Salah im Norden sowie Illizi und Djanet im Nordosten.
Die Provinz Tamanrasset ist mit 115.043 Einwohnern (Stand 2008 zum Gebietsstand 2020) nur sehr dünn besiedelt, die Bevölkerungsdichte beträgt somit rund 0,34 Einwohner pro Quadratkilometer. Die meisten Einwohner sind Tuareg und sprechen Tamahaq, einen Hoggar-Dialekt der Kel Tamasheq, wie die Tuareg sich auch nennen.
Im Dezember 2019 wurden der Nord- und Südteil der Provinz Tamanrasset abgetrennt und die eigenständigen Provinzen In Salah und In Guezzam geschaffen. Dabei verringerte sich die Fläche von 556.185 km² um 219.346 km² (39,4 %) und die Bevölkerung von 176.637 Einwohnern um 61.594 Einwohner (34,9 %). Die Anzahl der Kommunen halbierte sich. Vor der Reform war die Provinz größer als Frankreich.

## Kommunen

Die Provinz Tamanrasset bis 2019: 1. Tamanrasset • 2. Abalessa • 3. In Ghar • 4. In Guezzam • 5. Idles • 6. Tazrouk • 7. Tin Zaouatine • 8. In Salah • 9. In Amguel • 10. Foggaret Ezzaouia. Die Kommunen 3, 8 und 10 bilden seither die Provinz In Salah, die Kommunen 4 und 7 die Provinz In Guezzam.

In der Provinz liegen folgende Kommunen als Selbstverwaltungskörperschaften der örtlichen Gemeinschaft:
| Code ONS | Kommune     | Arabisch | Bevölkerung 2008 |
| -------- | ----------- | -------- | ---------------- |
| 1101     | Tamanrasset | تمنراست  | 92.635           |
| 1102     | Abalessa    | أباليسا  | 9.163            |
| 1105     | Idles       | أدلس     | 4.945            |
| 1106     | Tazrouk     | تاظروك   | 4.091            |
| 1109     | In Amguel   | ان أمقل  | 4.208            |